# سیتروئن سی‌ایکس
سیتروئن سی‌ایکس (به انگلیسی: Citroën CX) خودرویی است که در سال‌های ۱۹۷۴ تا ۱۹۹۱در فرانسه، اسپانیا و شیلی تولید شده‌است. طراحی آن موتور جلو-محور جلو بوده و طول آن ۴٬۶۶۶ میلیمتر (۱۸۳٫۷ اینچ)، عرض آن ۱٬۷۳۰ میلیمتر (۶۸ اینچ)، و ارتفاع آن در حالت طبیعی ۱٬۳۶۰ میلیمتر (۵۴ اینچ) است.